# Konstanty Fundament Karśnicki
Konstanty Fundament Sasin Karśnicki herbu Jastrzębiec (zm. przed 1765 rokiem) – podkomorzy wieluński w latach 1750-1762, stolnik wieluński w latach 1742-1750, podczaszy ostrzeszowski w latach 1736-1742, wojski ostrzeszowski w latach 1726-1736, stolnik wieluński w 1726 roku.
Poseł na sejm 1746 roku z ziemi wieluńskiej.